# Д’Аркур, Шарль Франсуа Мари
Шарль Франсуа Мари д’Аркур (фр. Charles François Marie d'Harcourt; 21 июня 1835, Париж — 5 ноября 1895, там же), 9-й герцог д’Аркур, 5-й герцог де Бёврон — французский политический деятель.

## Биография
Сын маркиза Анри Мари Никола Шарля д’Аркура и Слани Сезарин де Шуазёль-Прален, внук герцога Эжена д’Аркура.
Служил офицером в частях пеших стрелков. В 1862 вышел в отставку, после чего занимался управлением своими поместьями.
В 1871 избран в Национальную Ассамблею как представитель от Кальвадоса. Присоединился к правому центру и поддерживал партию орлеанистов. Голосовал за мир, отставку Адольфа Тьера, продление президентских полномочий маршала Мак-Магона, закон о мэрах, министерство Брольи и Конституционные законы 1875 года. Голосовал против поправки Валлона.
Был членом военной комиссии, в 1872 представил проект реформы корпуса Генерального штаба, в 1874 был докладчиком по закону о допуске принцев Орлеанских на военную службу.
20 февраля 1876 переизбран как депутат от Фалеза, был назначен секретарем Палаты депутатов (фр. Chambre des députés (Troisième République)). Поддержал правительство во время кризиса 16 мая 1877 года (фр. Crise du 16 mai 1877). 14 октября 1877 был переизбран как кандидат маршала Мак-Магона, но фактически не принимал участия в работе Ассамблеи.

## Награды
- Офицер ордена Почетного легиона (9.08.1877)

## Семья
Жена (27.05.1862): Мари Анж Аления де Мерси-Аржанто (15.09.1843—30.11.1916), дочь Шарля Франсуа Жозефа де Мерси-Аржанто (1808—1886) и Аделаиды Генриетты Анжелики ван Бриенен (1815—1871)
Дети:
- Эжен Франсуа Анри д’Аркур (1864—1908), герцог д’Аркур. Жена (27.07.1892): Мария Генриетта Франсуаза Амелия де Ларошфуко (1871—1952), дочь Состена II де Ларошфуко, герцога де Дудовиля (1825—1908), и Марии, принцессы де Линь (1843—1898)
- Шарль Феликс Мари д’Аркур (1870—1956), граф д’Аркур. Выпускник Сен-Сира, подполковник пеших стрелков. Жена (1.09.1896): Генриетта де Бово-Краон (1876—1931), дочь Марка Рене Антуана Викторьена, принца де Бово-Краона, и Мари Адели де Гонто-Бирон